# Nicht-fortsetzbare Lösung
In der Theorie der gewöhnlichen Differentialgleichungen erhält man aus dem Satz von Peano und dem Satz von Picard-Lindelöf die Existenz einer lokalen Lösung eines gegebenen Anfangswertproblems. Man ist vor allem daran interessiert, ob man diese Lösung immer weiter fortsetzen kann, bis man zu einer nicht-fortsetzbaren Lösung (gelegentlich auch maximale Lösung genannt) gelangt. In einem zweiten Schritt ist man an dem Grund für die Nicht-Fortsetzbarkeit interessiert. Dies wird durch den Satz vom maximalen Existenzintervall geklärt.
Typischerweise werden die Ergebnisse in folgender Reihenfolge angewandt:
- Zunächst zeigt man mit dem Satz von Peano oder dem Satz von Picard-Lindelöf die Existenz einer (ggf. eindeutigen) lokalen Lösung des Anfangswertproblems.
- Daraus folgt mit dem unten angegebenen Satz die Existenz einer nicht-fortsetzbaren Lösung des Anfangswertproblems. Deren Eindeutigkeit bekommt man als Anwendung der gronwallschen Ungleichung.
- Mit Hilfe des Satzes vom maximalen Existenzintervall kann man durch Ausschluss der übrigen Alternativen (beispielsweise mit Vergleichsargumenten) folgern, dass diese nicht-fortsetzbare Lösung global ist.

Im Folgenden sei stets {\displaystyle \mathbb {K} \in \{\mathbb {R} ,\mathbb {C} \}}.

## Existenz einer nicht-fortsetzbaren Lösung
Sei {\displaystyle G\subset \mathbb {R} \times \mathbb {K} ^{n}} und {\displaystyle F:G\rightarrow \mathbb {K} ^{n}} stetig. Weiter sei {\displaystyle y\in C([a,b);\mathbb {K} ^{n})\cap C^{1}((a,b);\mathbb {K} ^{n})} eine Lösung von
{\displaystyle \ y'=F(x,y)}
auf {\displaystyle (a,b)}. Dann gibt es ein {\displaystyle x^{+}\in [b,\infty )} und eine Lösung {\displaystyle u} obiger Differentialgleichung auf {\displaystyle (a,x^{+})} mit den Eigenschaften:
- {\displaystyle y(x)=u(x)} auf {\displaystyle [a,b)}.
- Es gibt kein {\displaystyle s^{+}>x^{+}}, so dass {\displaystyle u} zu einer Lösung auf {\displaystyle (a,s^{+})} fortgesetzt werden kann.

Dieser Satz wird bewiesen, indem man eine partielle Ordnung auf der Menge aller Lösungen derart einführt, dass maximale Elemente stets nicht-fortsetzbare Lösungen sind. Deren Existenz wird mit dem Lemma von Kuratowski-Zorn bewiesen. Details sind im Beweisarchiv zu finden. Auf Grund dieses Beweises wird die nicht-fortsetzbare Lösung gelegentlich auch als maximale Lösung bezeichnet. Man verwechsle dies aber nicht mit dem Begriff der maximalen Lösung eines nicht-eindeutig lösbaren Anfangswertproblems {\displaystyle y'=F(x,y),y(a)=y_{0}} (für stetiges {\displaystyle F}).

## Der Satz vom maximalen Existenzintervall
Hat man eine nicht-fortsetzbare Lösung vorliegen, möchte man wissen, was am Rand ihres Definitionsbereichs passiert. Das Ausschließen dieses Phänomens würde dann nämlich Globalität dieser Lösung nach sich ziehen.

### Formulierung
Sei {\displaystyle D\subset \mathbb {K} ^{n}} und {\displaystyle F:[a,b)\times D\rightarrow \mathbb {K} ^{n}} stetig; dabei sei explizit {\displaystyle b=\infty } zugelassen. Betrachte die Differentialgleichung
{\displaystyle y'=F(x,y)\ .}
Dann gilt für jede nicht-fortsetzbare Lösung {\displaystyle y:[a,x^{+})\rightarrow D}
- {\displaystyle \ x^{+}=b} (Globalität) oder
- {\displaystyle \lim _{x\nearrow x^{+}}\min \left\{{\rm {dist}}(y(x),\partial D),{\frac {1}{\|y(x)\|}}\right\}=0\ .}

Hierin sei {\displaystyle {\rm {dist}}(z,\emptyset ):=\infty } vereinbart.

### Variante für lokal Lipschitz-stetige Differentialgleichung
Seien {\displaystyle G\subset \mathbb {R} \times \mathbb {K} ^{n}}, {\displaystyle F:G\rightarrow \mathbb {K} ^{n}} stetig sowie lokal Lipschitz-stetig in der zweiten Variablen und {\displaystyle y:(x^{-},x^{+})\rightarrow \mathbb {K} ^{n}} eine nicht-fortsetzbare Lösung von {\displaystyle \ y'=F(x,y)}. Dann gilt
- {\displaystyle x^{+}=\infty } (Globalität) oder
- {\displaystyle \lim _{x\nearrow x^{+}}\|y(x)\|=\infty } oder
- es gibt eine Folge {\displaystyle x_{j}\nearrow x^{+}}, so dass der Grenzwert {\displaystyle \lim _{j\rightarrow \infty }y(x_{j})=:y^{\star }} existiert mit {\displaystyle (x^{+},y^{\star })\in \partial G}.